# Gunther Reeg
Gunther Reeg (* 5. Juli 1968) ist ein ehemaliger deutscher Fußballspieler.

## Karriere
In der Saison 1984/85 spielte Reeg in der 2. Fußball-Bundesliga für den SV Darmstadt 98. An den beiden letzten Spieltagen der Saison wurde er jeweils in der zweiten Halbzeit eingewechselt, wobei ihm am 38. Spieltag beim Auswärtsspiel gegen den MSV Duisburg sogar ein Treffer gelang. Es blieben seine einzigen beiden Einsätze im Profifußball.
Mit 16 Jahren, 10 Monaten und 29 Tagen war Reeg der bis dato jüngste Spieler der 2. Bundesliga und auch deren jüngster Torschütze, bis zum Auftritt von Youssoufa Moukoko im November 2020 galten diese Rekorde für den gesamten deutschen Profifußball. Seine gesamte Einsatzzeit in der 2. Bundesliga betrug dabei nur etwa 70 Minuten.  Am 30. Juli 2021 wurde er als jüngster Spieler der 2. Bundesliga durch Philipp Sonn abgelöst.